# Poth

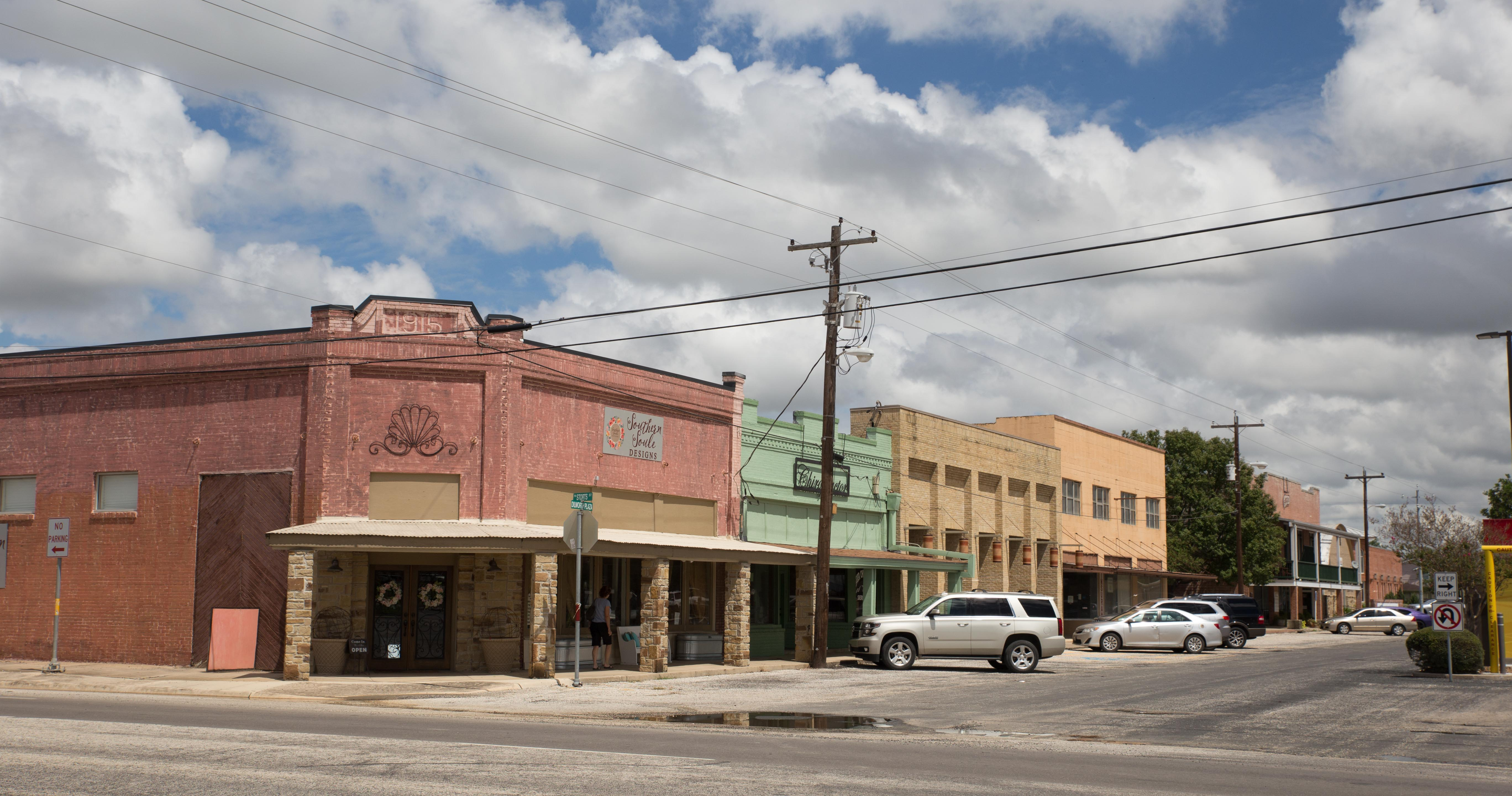
Poth, 2018.

Poth is een plaats (town) in de Amerikaanse staat Texas, en valt bestuurlijk gezien onder Wilson County.

## Demografie
Bij de volkstelling in 2000 werd het aantal inwoners vastgesteld op 1850.
In 2006 is het aantal inwoners door het United States Census Bureau geschat op 2238, een stijging van 388 (21,0%).

## Geografie
Volgens het United States Census Bureau beslaat de plaats een oppervlakte van
8,3 km², geheel bestaande uit land. Poth ligt op ongeveer 123 m boven zeeniveau.

## Plaatsen in de nabije omgeving
De onderstaande figuur toont nabijgelegen plaatsen in een straal van 32 km rond Poth.